# K.O. (Bernardo Lanzetti)
K.O. è il primo album da solista di Bernardo Lanzetti, pubblicato nel 1979 dall'etichetta Ciao Records e ristampato nel 1997 su CD dalla Pull (PCD 2119) col titolo Rock urbano.
È stata pubblicata una versione in inglese dell'album dal titolo High Roller, distribuita anche in Italia (sempre dalla Ciao Records).

## Tracce
1. Hollywood – 4:13
2. K.O. – 3:56
3. Mi piace – 3:29
4. Il temporale – 4:06
5. Rock urbano – 4:45
6. Goodbye – 4:29
7. Campione – 3:40
8. La tua storia – 4:38
9. La regina del luna park – 3:38
10. La cosa – 3:31

Tutte le canzoni sono scritte da Bernardo Lanzetti